# VSM Group
VSM Group AB (скор. від англ. Viking Sewing Machines), раніше носила назву Husqvarna Sewing Machines — шведська компанія з виробництва швейного обладнання. Розташована в місті Гускварна.
Заснована в 1872 році, компанія найбільш добре відома завдяки своїм «розумним» (комп'ютеризованим) побутовим швейним машинкам і оверлокам, що випускається під брендами «Husqvarna Viking» і «Pfaff». Під брендом «VSM» випускаються кілька лінійок швейних машин, від найбільш функціональних машин серії «Designer» до простих механічних (некомп'ютеризованих) серії «Huskystars». Лінійки оновлюються приблизно раз на рік з випуском вдосконалених моделей. 
У лютому 2006 року VSM Group була куплена компанією Kohlberg & Co., що володіє брендом Зінгер (англ. Singer). Зінгер і VSM Group були об'єднані в компанію під назвою SVP Worldwide з штаб-квартирою в Гамільтон (Бермудські Острови), отриманому за першими літерами брендів Singer, Viking і Pfaff.

## External links
- Husqvarna Viking sewing machines [Архівовано 1 жовтня 2007 у Wayback Machine.]